# Peter Dennis
Peter John Dennis (Dorking, 25 ottobre 1933 – Shadow Hills, 18 aprile 2009) è stato un attore inglese.
Era sposato con Diane Mercer dalla quale ha avuto un figlio.
È morto di cancro a 75 anni. 

## Filmografia parziale

### Televisione
- La signora in giallo (Murder, She Wrote) - serie TV, 1 episodio (1992)
- Friends - sitcom, 1 episodio (1996)
- Star Trek: Voyager - serie TV, episodi 2x18 e 7x21 (1996 e 2001)
- Alias - serie TV, 1 episodio (2001)
- E.R. - Medici in prima linea (ER) - serie TV, 1 episodio (2008)

### Doppiaggio
- Shrek (2001)
- Eragon (2006)